# Per Collinder
Per Arne Collinder, född 22 maj 1890 i Sundsvall, Västernorrlands län, död 6 december 1975 i Uppsala, var en svensk sjömätnings- och navigationsexpert och astronom samt en populärvetenskaplig författare.

## Biografi
Efter studentexamen vid Sundsvalls högre allmänna läroverk fick Per Collinder sin naturvetenskapliga grundutbildning vid Uppsala universitet, där han även var amanuens vid Uppsala astronomiska observatorium 1910–1911.
Collinder arbetade sedan med mätningsarbete vid Sjökarteverket 1914–1933, var chef för dess sjömätningsexpedition 1928–1932, föreståndare för dess instrumentkontrollavdelning 1937, för nautiska avdelningen 1945, och var byrådirektör 1946–1951. 
År 1931 blev han filosofie doktor i astronomi vid Lunds universitet på en avhandling om öppna stjärnhopar.
Flera av hans undersökta stjärnhopar har efter honom fått beteckningen Cr eller Coll, samt därefter ett katalognummer.
Han var ordförande för Sveriges kompassjusterarförbund 1945–1952 och för Minerva, föreningen för Sveriges vetenskapliga och populärvetenskapliga författare, 1957–1960. Han blev ledamot av Internationella astronomiska unionen 1935, och Institute of Navigation i London 1952.
Collinder skrev flera böcker inom sina kunskapsområden, inklusive flera populärvetenskapliga verk, bland andra Från Noaks duva till gyrokompassen (1943), Världar i rymden (1951), A History of Marine Navigation (1954), Astronomi för alla (1958), On Dicaearchus (1964).
Under sina sista år fördjupade han sig i svensk astronomihistoria och publicerade bland annat den vetenskapshistoriska Swedish astronomers 1477–1900 (1970).
Per Collinder är begravd på Uppsala gamla kyrkogård. Han var gift med konstnären Lisa Walin och var bror till lingvisten Björn Collinder.